# Pastrana (Kastilien-La Mancha)
Pastrana ist eine zentralspanische Kleinstadt und eine Gemeinde (municipio) mit nur noch 891 Einwohnern (Stand: 2024) in der Provinz Guadalajara in der Autonomen Region Kastilien-La Mancha. Der Ort wurde wegen seines kulturellen Erbes bereits im Jahr 1966 als Conjunto histórico-artístico anerkannt. Die Gemeinde gehört zur bevölkerungsarmen Serranía Celtibérica.

## Lage und Klima
Der ca. 755 m hoch gelegene Ort Pastrana liegt im Norden des südlichen Teils der Iberischen Hochebene (meseta). Die Provinzhauptstadt Guadalajara befindet sich gut 45 km (Fahrtstrecke) nordwestlich; die Stadt Madrid ist ca. 90 km in westlicher Richtung entfernt. Das Klima im Winter ist gemäßigt, im Sommer dagegen warm bis heiß; die eher geringen Niederschlagsmengen (ca. 475 mm/Jahr) fallen – mit Ausnahme der nahezu regenlosen Sommermonate – verteilt übers ganze Jahr.

## Bevölkerungsentwicklung
| Jahr      | 1857  | 1900  | 1950  | 2000  | 2019 |
| Einwohner | 2.308 | 2.551 | 2.943 | 1.128 | 850  |

Infolge der Mechanisierung der Landwirtschaft, der Aufgabe bäuerlicher Kleinbetriebe und der daraus resultierenden Arbeitslosigkeit auf dem Lande ist die Einwohnerzahl der Gemeinde seit der Mitte des 20. Jahrhunderts deutlich zurückgegangen (Landflucht).

## Wirtschaft
Die wichtigste Rolle im Wirtschaftsleben der Gemeinde spielte die Landwirtschaft (Ackerbau, Viehzucht sowie Wein- und Olivenanbau), die in früheren Jahrhunderten hauptsächlich der Selbstversorgung diente. Aber auch Kleinhändler und Handwerker ließen sich seit dem ausgehenden Mittelalter im Ort nieder.

## Geschichte
Die Ursprünge des Ortes reichen wahrscheinlich bis in die keltisch-iberische Zeit zurück. Um das Jahr 180 v. Chr. wurde er von den Römern erobert und zerstört, ein Jahrhundert später jedoch unter dem Namen Paternina wieder aufgebaut. Westgotische und selbst maurische Spuren fehlen. Möglicherweise entstand der neue Ort erst in der Phase der Wiederbesiedlung (repoblación) nach der Rückeroberung (reconquista) Toledos im Jahr 1085. Im Jahr 1174 wurde er vom kastilischen König Alfons VIII. dem Calatrava-Orden als Lehen übergeben; unter Heinrich II. erhielt er im Jahr 1369 die Stadtrechte (villa). Gegen den Widerstand der Bevölkerung erwarb Doña Ana de la Cerda, die Großmutter von Ana de Mendoza y de la Cerda, der Prinzessin von Eboli, im Jahr 1541 die Stadt, die im Jahr 1572 von Philipp II. zum Herzogtum (ducado) erhoben wurde. In dieser Zeit entstand der äußerlich schmucklose herzogliche Palast (Palacio Ducal).

## Sehenswürdigkeiten

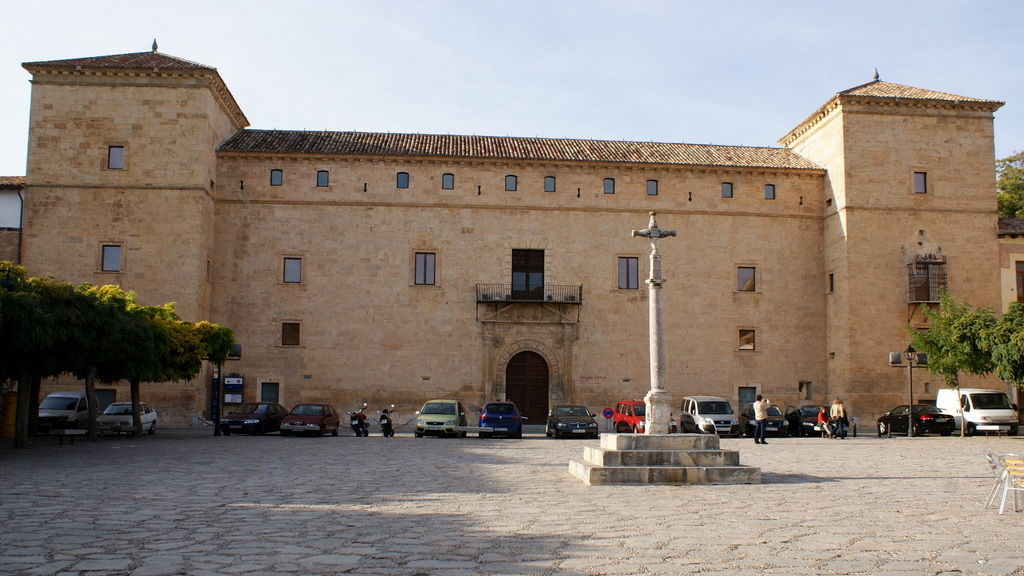
Pastrana – Herzogspalast (Palacio Ducal)

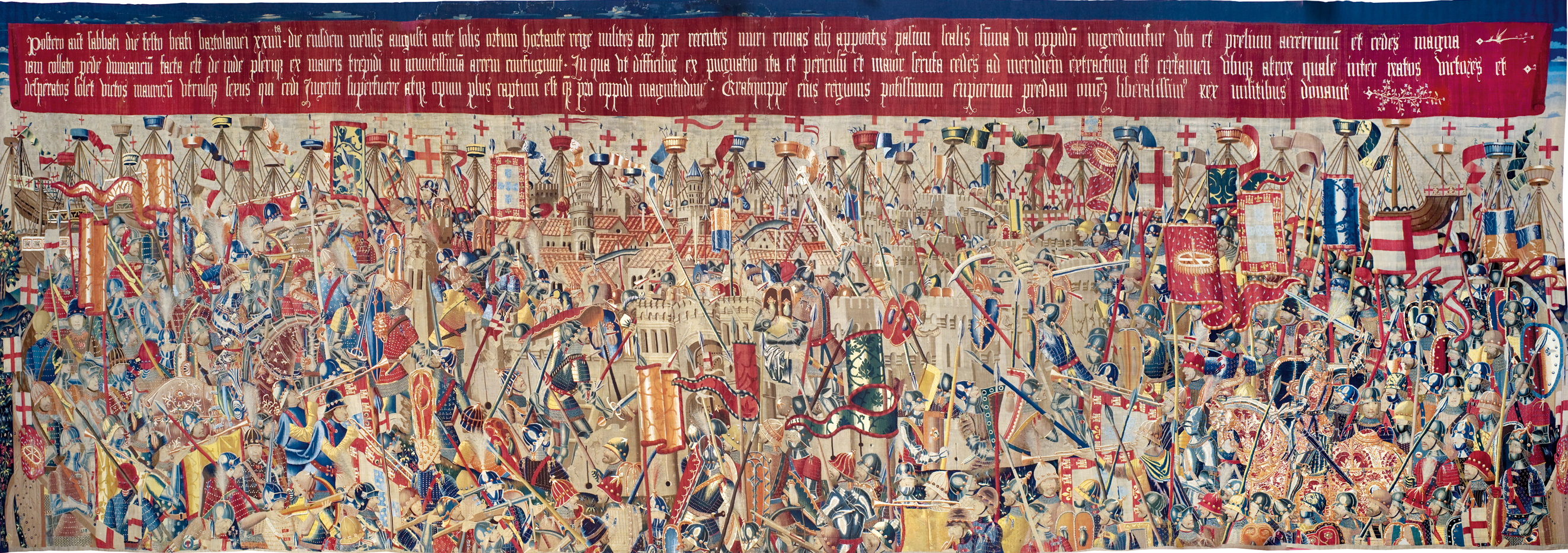
Pastrana-Teppich: Erstürmung Asilahs

- Eindrucksvollstes Bauwerk des Ortes ist zweifellos der Mitte des 16. Jahrhunderts vom Architekten Alonso de Covarrubias im Herrera-Stil geplante Palacio Ducal. Die – mit Ausnahme des eher kleinen Renaissance-Portals – vollkommen schmucklose Fassade wird von zwei vorspringenden und gegenüber dem Hauptbau leicht erhöhten Eckrisaliten gerahmt. Im Innern finden sich mehrere unterschiedliche Artesonado-Decken sowie Wandfliesen (azulejos) aus der Bauzeit.[5]
- Die Kollegiatkirche (Colegiata de Nuestra Señora de la Asunción) entstand im 13. Jahrhundert als Kirche der Calatrava-Ritter. Das spätgotische Nordportal mit seinem Überfang-Kielbogen wurde im 15. Jahrhundert hinzugefügt. Im 17. Jahrhundert ließ der Erzbischof Pedro González de Mendoza, ein Sohn der Prinzessin von Eboli, die Kirche erweitern und im Innern vollständig überarbeiten – so wurden ein Binnenchor (coro) und ein Altarretabel (retablo) eingefügt. In einem Annexgebäude sind heute die für den portugiesischen König Alfons V. (reg. 1449–1481) in Flandern gefertigten berühmten Pastrana-Teppiche aus der Zeit um 1475 zu sehen, die Szenen der Eroberung der Städte Asilah und Tanger im heutigen Marokko zeigen. Sie kamen wahrscheinlich in der Zeit der Iberischen Union (Personalunion der Königreiche Portugal und Spanien 1580–1640) ins Land.[6]
- Der aus mehreren älteren Häusern gebildete Convento de San José entstand im Jahr 1569 im Zusammenwirken zwischen Theresa von Ávila und der Herzogin.[7]
- Im Zentrum des Ortes stehen mehrere Adelspaläste aus dem 16. bis 18. Jahrhundert (Casa del Concejo, Casa de Moratín, Casa del Deán, Casa de Caballero Calatravo).
- Der Convento de San Francisco entstand um das Jahr 1460 am Stadtrand. Sehenswert sind ein aus Ziegelsteinen gemauerter Kreuzgangflügel (claustro) sowie der Glockengiebel (espadaña) der Kirche.[8]

Umgebung
- Die riesige Klosteranlage des Convento del Carmen entstand ab dem Jahr 1569 an einem Berghang ca. 1,5 km südlich der Stadt.[9]